# West of England Challenger 1998
Il West of England Challenger 1998 è stato un torneo di tennis facente parte della categoria ATP Challenger Series nell'ambito dell'ATP Challenger Series 1998. Il torneo si è giocato a Bristol in Gran Bretagna dal 7 al 12 luglio 1998 su campi in erba.

## Vincitori

### Singolare
Denis Van Uffelen ha battuto in finale  Adriano Ferreira con il punteggio di 6–3, 6–2

### Doppio
Maks Mirny /  Vladimir Volčkov hanno battuto in finale  Wayne Arthurs /  Ben Ellwood con il punteggio di 6–4, 3–6, 7–6